# Binə
Binə – osiedle typu miejskiego w Azerbejdżanie, należące do miasta wydzielonego Baku. Według danych na rok 2015 liczyło 55 300 mieszkańców.